# Konstruktionsvollholz

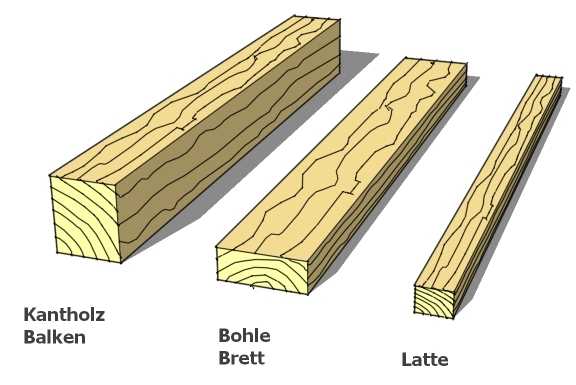
Typisches Bauschnittholz – Konstruktionsvollholz ist die veredelte Variante von Bauschnittholz

Konstruktionsvollholz ist eine Bezeichnung für veredelte Bauschnitthölzer. Die Buchstabenkombination KVH ist eine geschützte Produktbezeichnung für spezielles Bauholz mit definierten, über die Anforderungen der DIN 4074 hinausgehenden Qualitätseigenschaften, entsprechend einer Vereinbarung zwischen dem Bund Deutscher Zimmermeister (BDZ) und der Überwachungsgemeinschaft Konstruktionsvollholz e. V.

## Eigenschaften
Es wird differenziert zwischen Konstruktionsvollholz für sichtbaren Einbau (KVH Si) und solchem für nicht sichtbaren Einbau (KVH NSi). Bei ersterem sind die Ansprüche an die optische Oberflächenbeschaffenheit nochmals erhöht.
Die erhöhten Anforderungen gegenüber üblichem Bauholz betreffen insbesondere die folgenden Kriterien:
- Holzfeuchte: KVH wird mit einer definierten Holzfeuchte von ω = 15 ± 3 % geliefert. Da dieser Feuchtesatz nahe an der zu erwartenden Gleichgewichtsfeuchte im Einbauzustand liegt, ist die Wahrscheinlichkeit nachträglicher Verformungen minimiert. (Die DIN 4074 erlaubt für übliches Bauholz der Qualität S10TS eine Holzfeuchte von ω = max. 20 %. In der Praxis wird diese jedoch mangels Qualitätskontrolle bei der Holzlieferung häufig überschritten.)

- Einschnittart: Durch herzgetrennten, auf Wunsch auch herzfreien Einschnitt, wird die Bildung von Schwindrissen verringert. Als herzgetrennter Einschnitt wird ein Schnitt durch die Markröhre des Holzes bezeichnet, beim herzfreien Einschnitt wird gar der Kern herausgeschnitten.[1]

- Oberflächenbeschaffenheit: gehobelt und gefast (KVH Si) bzw. egalisiert und gefast (KVH NSi). (DIN 4074: sägerau)

KVH ist in größeren Längen als übliches Bauholz lieferbar, da eine Verlängerung mittels Keilzinkung möglich ist. Als Holzarten sind für KVH Fichte, Tanne, Kiefer, Lärche und Douglasie zugelassen.
| Technische Eigenschaften                                        | KVH                                              | Balkenschichtholz Duobalken/Triobalken           |
| --------------------------------------------------------------- | ------------------------------------------------ | ------------------------------------------------ |
| Holzarten                                                       | Fichte/Tanne/Kiefer/Lärche/Douglasie             | Fichte/Tanne/Kiefer/Lärche/Douglasie             |
| Festigkeitsklasse nach DIN EN 338 Sortierklasse nach DIN 4074-1 | C24 / S 10 TS oder C24 / S 10 K TS oder C24 M TS | C24 / S 10 TS oder C24 / S 10 K TS oder C24 M TS |
| Holzfeuchte u(m)                                                | 15 % (±3 %)                                      | <= 15 %                                          |
| Rechenwert der Quell- und Schwindmaße                           | 0,24 % pro 1 % Holzfeuchteänderung               | 0,24 % pro 1 % Holzfeuchteänderung               |
| Baustoffklasse nach DIN EN 13501-1                              | D-s2, d0                                         | D-s2, d0                                         |
| Rechenwert der Wärmeleitfähigkeit λ nach DIN 4108-4             | 0,13 W/(m·K)                                     | 0,13 W/(m·K)                                     |
| Wasserdampfdiffusionswiderstandszahl μ nach DIN 4108-4          | 40                                               | 40                                               |

Tabellenlegende:
- „TS“ steht für „trocken sortiert“, eine Sortierung bei einer Holzfeuchte von um ≤ 20 %, die in Deutschland bauaufsichtlich gefordert wird.
- „K“ bezeichnet ein wie ein Kantholz sortiertes Brett oder Bohle.
- „M“ steht für eine maschinelle Schnittholzsortierung, welche durch die EN 14081 geregelt wird.

## Geschichte
Schon um 1900 haben viele Architekten ihre Bauwerke in Holz geplant und früher wurde für Holzbauten herkömmliches Bauholz (nicht getrocknet) verwendet.
Da Holzbau immer beliebter wurde, kam schon bald das MH Massiv zum Einsatz, welches getrocknetes und gehobeltes Bauholz ist. Schon damals wurde es immer wichtiger, ein genormtes Holzprodukt zu verbauen.
Durch die Einführung neuer Baugesetze, die unter anderem besagen, dass jegliches Holz, das für tragende Zwecke verbaut wird, nachweislich festigkeitssortiert sein muss (z. B. definierte Nutzlasten), wurde das Produkt KVH – Konstruktionsvollholz – zum fixen Bestandteil im Holzbau. Es entstanden die ersten KVH- bzw. BSH-Werke.
Bedingt durch die fortschreitende Industrialisierung (weg vom regionalen, kleinen Sägewerk, hin zum zentralen Industriesägewerk) gewann der industriell gefertigte Baustoff KVH eine ständig wachsende Bedeutung als Ersatz für das klassische Bauholz.
Für einfache KVH-Balken gibt es die harmonisierte Norm EN 15497:2014, welche die Leistungsbeständigkeit des Bauproduktes gewährleistet. Diese Norm bestätigt, dass das KVH für Gebäude und Brücken verwendet werden darf.

## Duo-/Triobalken
Ergänzend werden bei Dimensionen ab 12 cm Breite zweifach bzw. dreifach verleimte und meist keilgezinkte Balken, sogenannte Duo- bzw. Triobalken, gefertigt. Dieses erfolgt aus Gründen der Formstabilität und um Schwierigkeiten bei der Kerntrocknung größerer Querschnitte zu umgehen. Dabei kann bei Duobalken und Triobalken aufgrund technischer Trocknung und niedriger Holzfeuchte auf vorbeugenden chemischen Holzschutz verzichtet werden.
Für Duo-/Triobalken gibt es die harmonisierte Norm EN 14080:2013, welche die Leistungsbeständigkeit des Bauproduktes gewährleistet.